# Kevin Payton
Kevin Payton (* 7. Dezember 1986 in Wien) ist ein österreichischer Basketballspieler. Er war von Mai 2017 bis 2021 wegen eines Verstoßes gegen die Anti-Doping-Richtlinien gesperrt.

## Laufbahn
Payton wurde als Sohn einer österreichischen Mutter und des aus den Vereinigten Staaten stammenden ehemaligen Basketballprofis Charles Payton in Wien geboren und wuchs dort auch auf. 2004 verließ er Österreich und ging an die Camden High School (US-Bundesstaat New Jersey), wo einst auch sein Vater Basketball gespielt hatte. Payton erzielte in der Saison 2004/05 im Durchschnitt 26,1 Zähler pro Partie für Camden, war zudem Mitglied der Leichtathletik-Mannschaft der Schule und wurde in New Jersey Bundesstaatssieger über die 400-Meter-Strecke sowie jeweils Zweiter über 200 Meter und mit der 4-mal-400-Meter-Staffel.
Zwischen 2006 und 2009 verband er an der University of Minnesota (NCAA) Leistungsbasketball und Studium. Payton bestritt insgesamt 67 Spiele für die Hochschulmannschaft und verbuchte im Schnitt 1,5 Punkte je Begegnung.
2009 kehrte er in seine Heimatstadt Wien zurück und spielte für Basket Clubs Vienna in der Bundesliga. Es folgten weitere einjährige Stationen in der höchsten österreichischen Spielklasse in Traiskirchen und Fürstenfeld.
Von 2012 bis 2015 stand Payton in Diensten des BK Klosterneuburg und gewann mit den Niederösterreichern 2012 und 2013 den Supercup sowie 2013 den Pokalbewerb. 2015 ging er von Klosterneuburg zum WBC Wels, mit dem er im Oktober 2016 den Supercup gewann und zum besten Akteur des Spiels gewählt wurde. Zur Saison 2017/18 kehrte er nach Traiskirchen zurück.
Anfang Oktober 2018 gab die Österreichische Anti-Doping Rechtskommission (ÖADR) bekannt, dass Payton rückwirkend vom 19. Mai 2017 bis zum 18. Mai 2020 wegen der „Beteiligung an der unzulässigen Einflussnahme auf ein Dopingkontrollverfahren“ gesperrt wurde. In der zugehörigen Pressemitteilung hieß es, Payton sei nach einem Verfahren der ÖADR schuldig gesprochen worden, „da er im Rahmen einer am 18.05.2017 in Wels im Zuge eines Spiels der österreichischen Basketball Bundesliga durchgeführten In-Competition-Control (ICC) einem Mannschaftskollegen seinen Urin zum Zweck der Abgabe einer falschen Urinprobe bei der Dopingkontrolle zur Verfügung gestellt hat.“ Weil er trotz aufrechter Sperre im Mai 2019 eine Nachwuchsmannschaft der Vienna D.C. Timberwolves trainierte, wurde seine Sperre um ein Jahr bis Mai 2021 verlängert.

### Nationalmannschaft
Payton wurde 2009 erstmals in die österreichische Herrennationalmannschaft berufen.